# Willem Frederik Lamoraal Boissevain
Willem Frederik Lamoraal Boissevain (Arnhem, 28 november 1852 - 's-Gravenhage, 5 april 1919) was een Nederlands koloniaal ambtenaar in Nederlands-Indië.
Boissevain trad in 1874 in de Indische dienst en was controleur in de gewesten Japara en Cheribon. Hij heeft gedurende zijn meer dan vijfendertigjarige diensttijd in het Binnenlands Bestuur alle rangen vanaf aspirant-controleur tot resident doorlopen.

## Residentschap

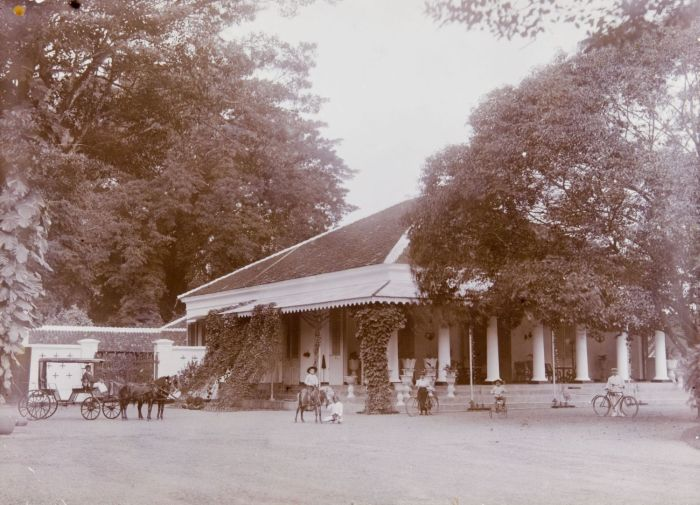
de ambtswoning van Boissevain

Na zestien jaren dienst werd hij assistent-resident van Blora (1890), om vervolgens de afdelingen Berbek (1892), Toeban (1897) en Toeloeng Agoeng (1899) te dienen. Vooral in de afdelingen Blora en Toeban had hij gelegenheid zich als politieman te doen kennen. Ruim achtentwintig jaren waren er na zijn indiensttreding verlopen toen Boissevain benoemd werd tot resident van Madioen. Na vier jaren het gewest Madioen te hebben bestuurd, werd Boissevain in 1907 geroepen naar de zich steeds meer ontwikkelende residentie Preanger-Regentschappen.

## Bestuur
Vier jaren, van 1907 tot 1911 (slechts onderbroken door een half jaar verlof naar Europa, met behoud van betrekking), bestuurde hij dit gewest en men gevoelde al spoedig dat er een nieuwe wind vanuit Bandoeng over de Preanger-afdelingen, met harde feodale regenten, die zich nog zo’n beetje inlandse vorsten voelden, ging waaien. Tegenstand en lijdelijk verzet bleven niet uit. Het bestuur van de Preanger was langzamerhand verslapt, de zaken waren slechts gaande gehouden; er was geadministreerd, niet bestuurd en onder de inlandse ambtenaren was een soort van familieregering ontstaan. Daaraan is door Boissevain een einde gemaakt en toen hij in 1911 aftrad kon hij het bestuur van het gewest in handen van zijn opvolger overgeven, in heel wat betere toestand dan waarin hij het had ontvangen.

## Pensionering
Slechts acht jaren heeft hij van zijn rust mogen genieten, maar de belangen van het corps Binnenlands Bestuur bleef hij nog behartigen, daar hij geruime tijd zitting had in het bestuur der Vereniging van Ambtenaren bij het Binnenlands Bestuur. Een zetel in de Raad van Indië scheen voor hem niet bestemd, doch werd door een ander resident van Java, korter in dienst dan hij, bezet. Dat dit hem griefde spreekt vanzelf en was met nog andere teleurstellingen in de dienst, gedurende het jaar 1910, wel de oorzaak dat hij begin 1911 zijn pensioen vroeg op 58-jarige leeftijd. Als resident van Madioen ontving hij het ridderkruis van de Orde van de Nederlandse Leeuw.